# Dogana (Toskana)
Dogana ist ein Ortsteil der Gemeinde Civitella Paganico in der Provinz Grosseto, Region Toskana in Italien.

## Geografie
Der Ort liegt ca. 5 km nordöstlich des für Civitella Paganico namenszusatzgebenden Ortsteils Paganico, ca. 4 km südöstlich des Hauptortes Civitella Marittima und ca. 30 km nordöstlich der Provinzhauptstadt Grosseto. Siena liegt ca. 40 km nördlich. Dogana liegt ca. 1,5 km westlich des Zuflusses des Orcia in den Ombrone und ca. 1 km westlich des Flusses Lanzo bei 206 Höhenmetern und hat ca. 40 Einwohner.
Der Name Dogana, der Zollstelle bedeutet, weist auf die Lage des Orts hin, an dem als Zugang zur Maremme von Grosseto die Hirten den pascolo, das Weidegeld, an die Stadt Siena  entrichten mussten für das Weiden der Tiere. Die Zollstation war die Burg, die Bezeichnung Dogana wurde dann auf den ganzen Ort übertragen.

## Sehenswürdigkeiten
- Arco del Borgo, Torbogen
- Chiesa di Maria Bambina, zwischen 1955 und 1956 gebaute Kirche im Erzbistum Siena-Colle di Val d’Elsa-Montalcino, die an der Piazza dei Fiori liegt.[2]

## Bilder

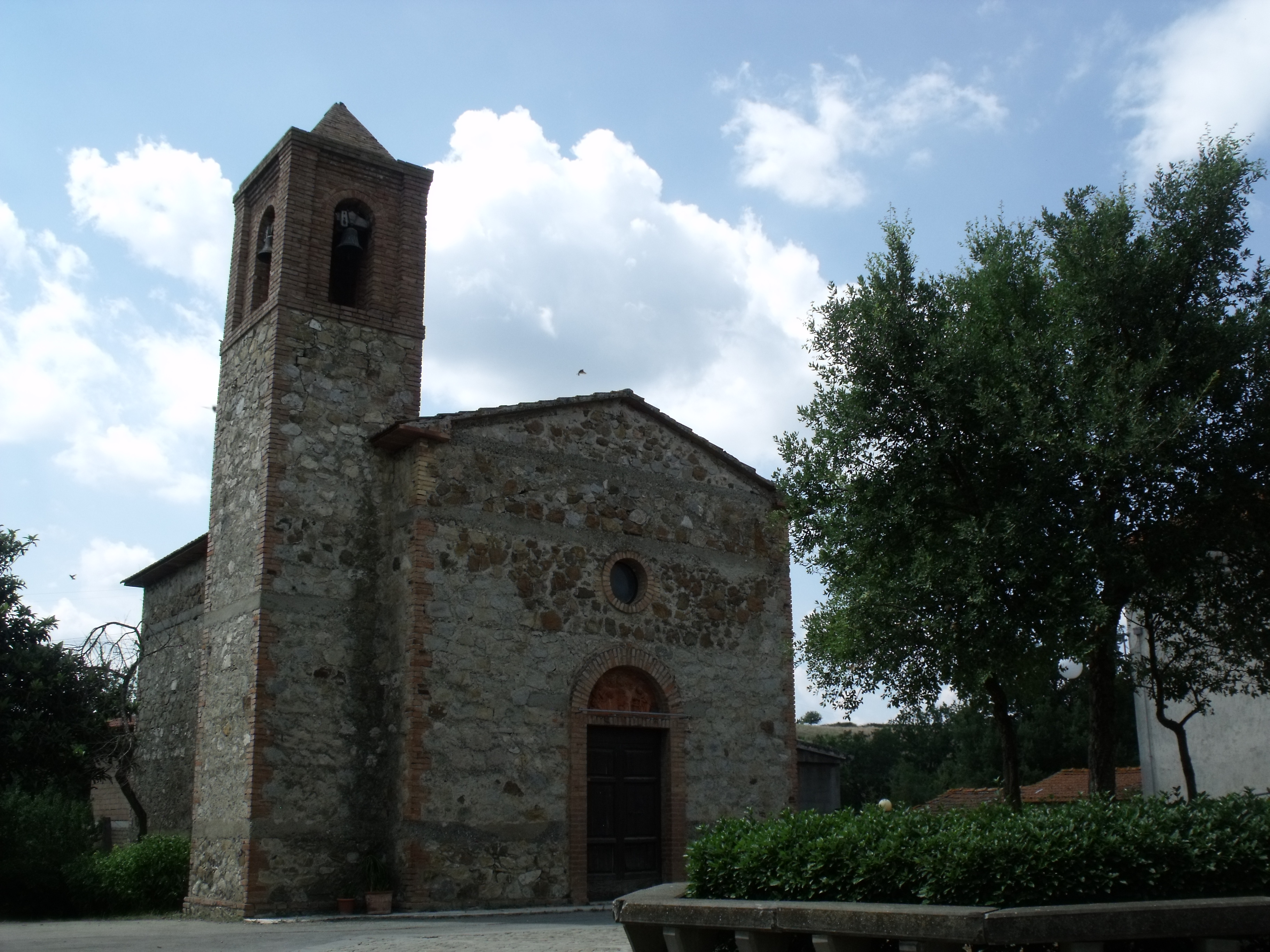
Die Kirche Maria Bambina an der Piazza dei Fiori
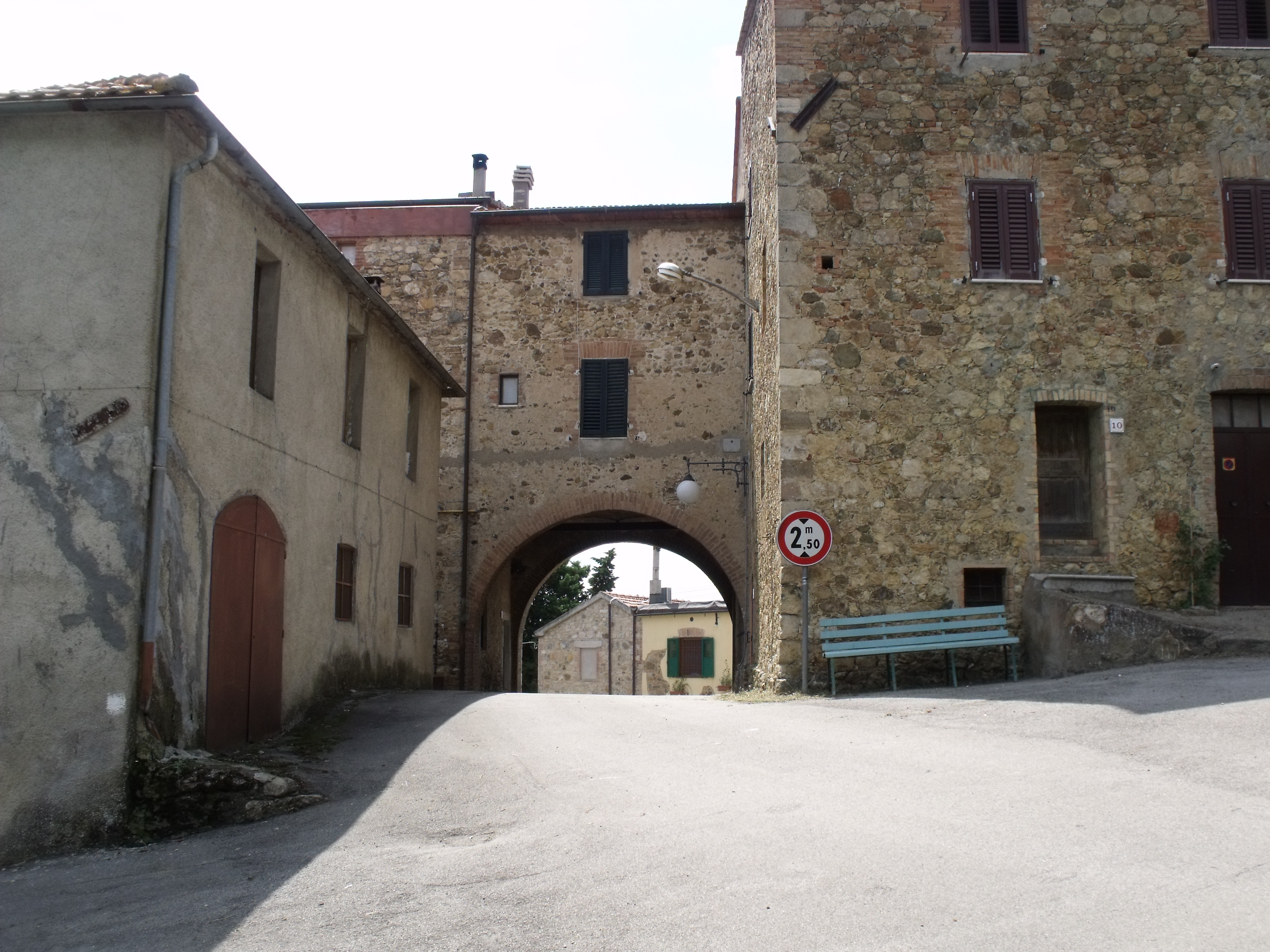
Der Arco del Borgo
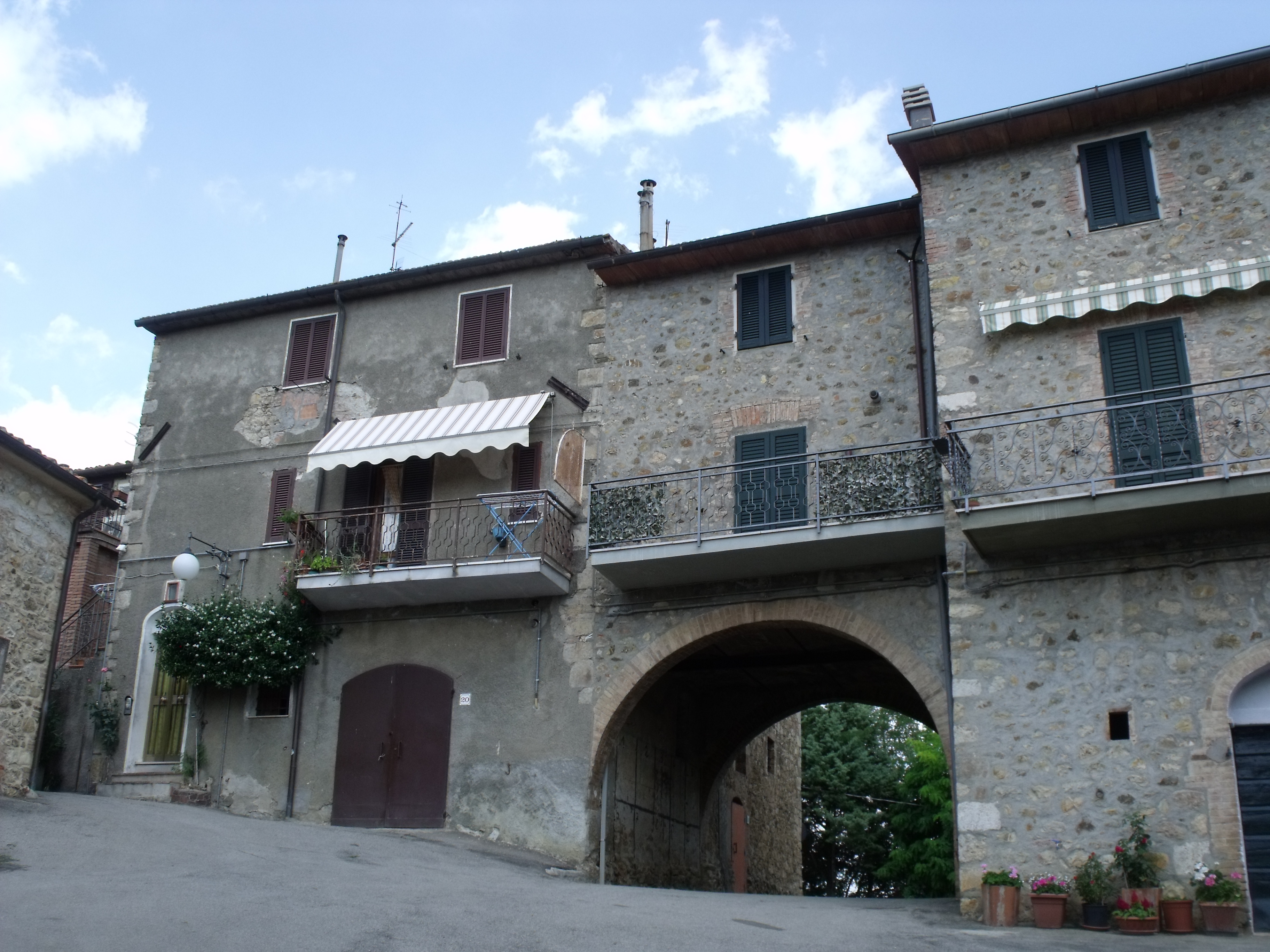
Der Arco del Borgo